# Brian Kennedy
Brian Kennedy (Belfast, Noord-Ierland, 12 oktober 1966) is een Iers zanger.

## Eurovisiesongfestival
Brian Kennedy werd bij het grote publiek vooral bekend toen hij in 2006 naar het Eurovisiesongfestival ging. Hij had de Ierse nationale voorronde gewonnen en mocht daardoor Ierland vertegenwoordigen in de Griekse hoofdstad Athene, waar het songfestival plaatsvond. Kennedy trad in de finale aan met het nummer Every song is a cry for love, een ballad. Hij kreeg hiermee uiteindelijk 93 punten, waarmee hij op de 10de plaats eindigde. Ondanks deze notering in de middenmoot, is Kennedy's liedje een mijlpaal in de songfestivalgeschiedenis, want het is het 1000ste liedje dat sinds het ontstaan van het songfestival te horen is geweest.

## Discografie

### Albums
- The Great War Of Words (1990)
- Goodbye To Songtown (met Mark E. Nevin, 1991)
- A Better Man (1996)
- Now That I Know What I Want (1999)
- Get On With Your Short Life (2000)
- Homebird (2006)

### Singles
- Captured (1990, nr. 26 in Ierland)
- Intuition (1995, nr. 16 in Ierland)
- A Better Man (1996, nr. 6 in Ierland, nr. 28 in het Verenigd Koninkrijk)
- Life, Love And Happiness (1996, nr. 16 in Ierland, nr. 27 in het Verenigd Koninkrijk)
- Put The Message In The Box (1997, nr. 18 in Ierland, nr. 37 in het Verenigd Koninkrijk)
- These Days (met Ronan Keating, 1999, nr. 4 in Ierland)
- George Best - A Tribute (2005, nr. 3 in Ierland, nr. 4 in het Verenigd Koninkrijk)
- Every Song Is A Cry For Love (2006, nr. 8 in Ierland)